# Monastero di San Paolo eremita

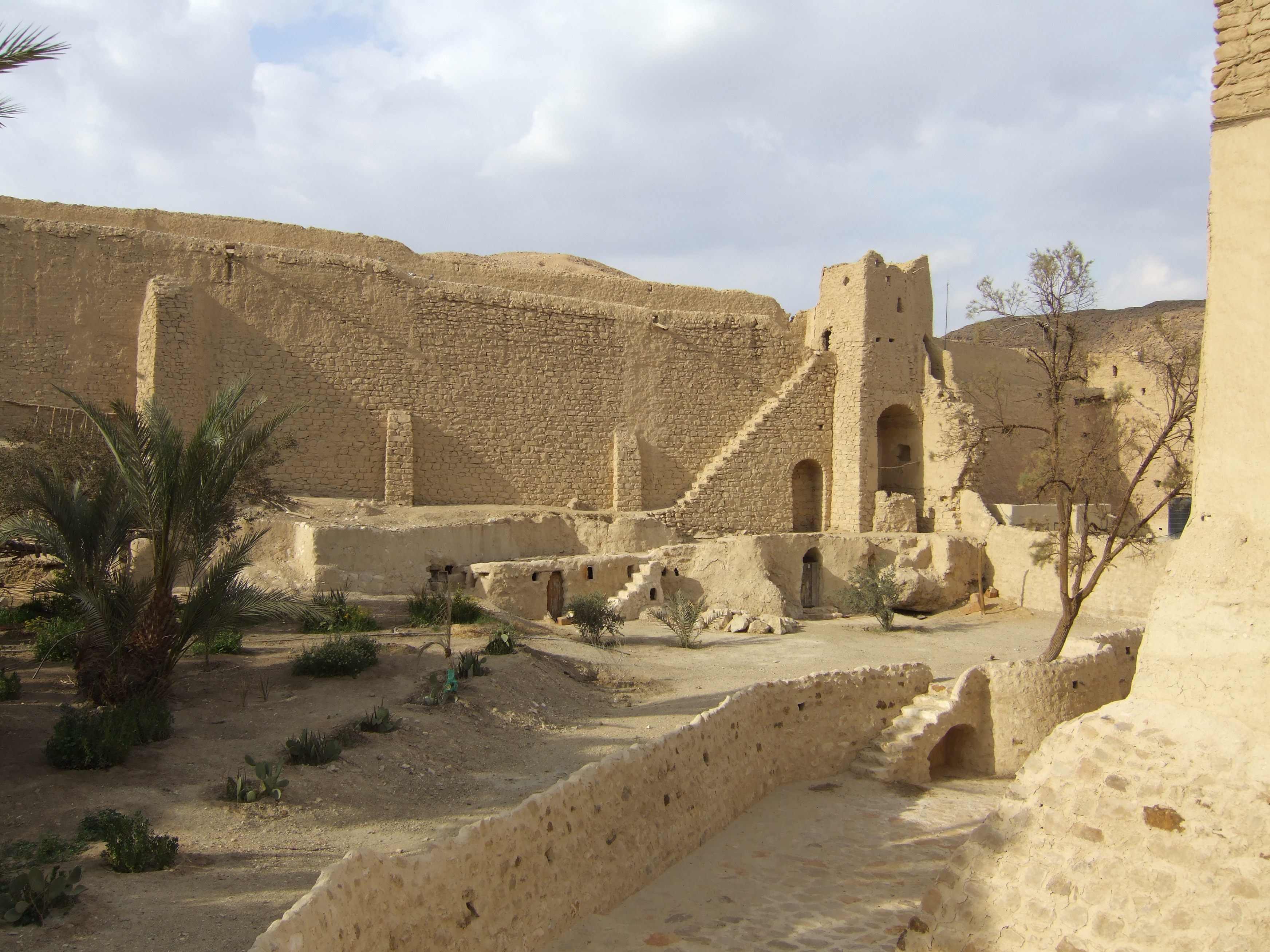
Vista della mura

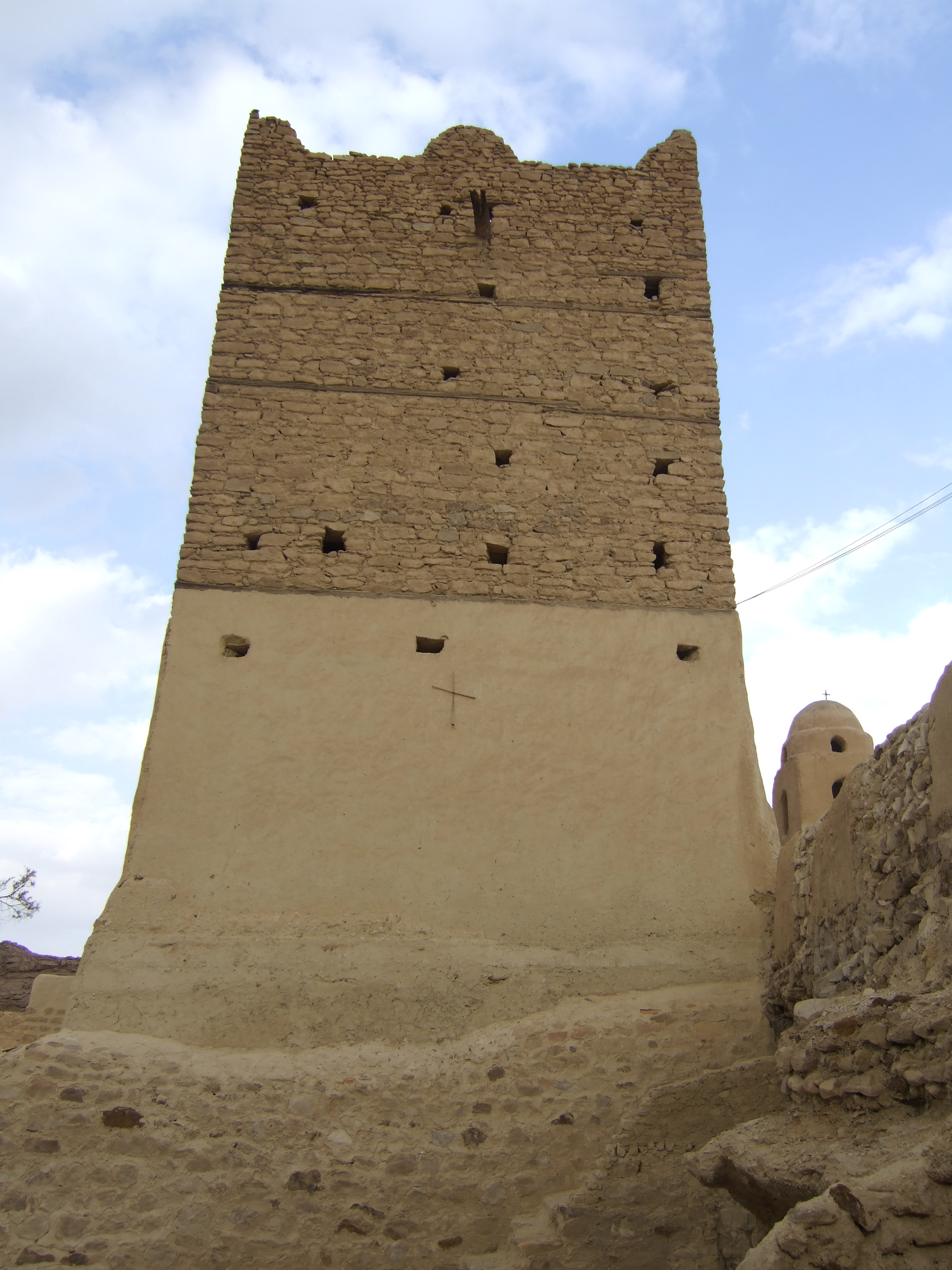
Torre difensiva del monastero

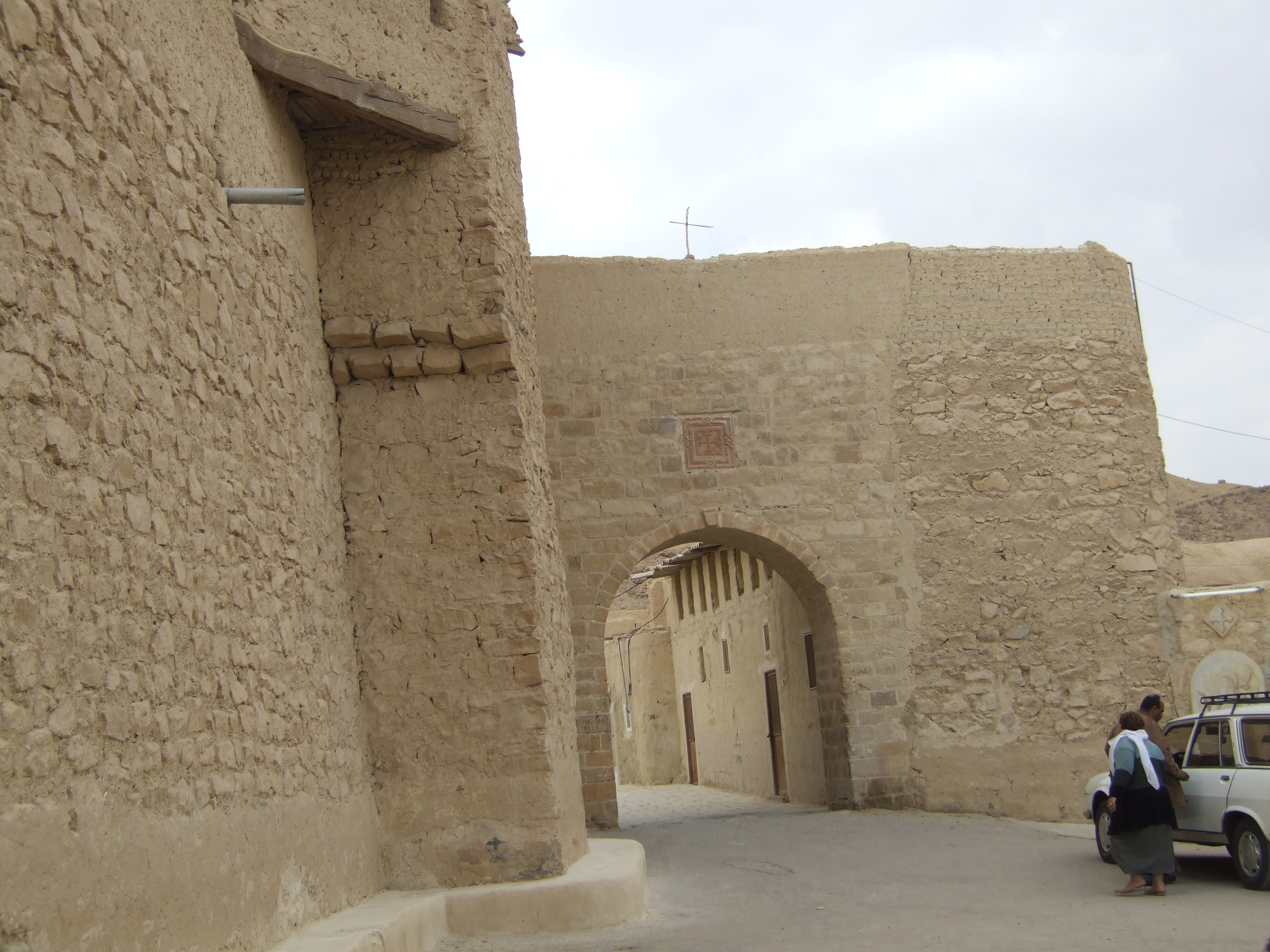
Ingresso al monastero

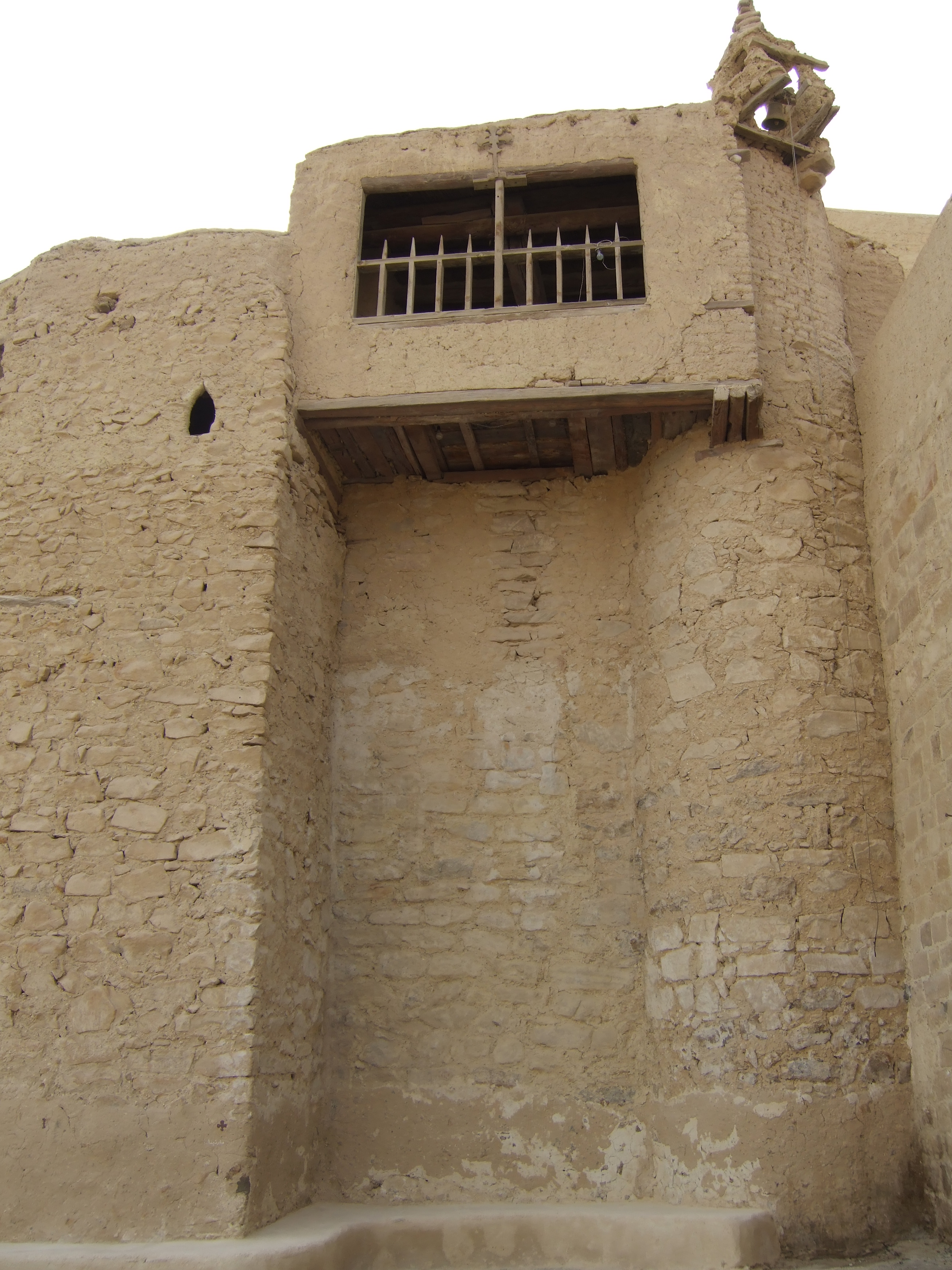
Ingresso al monastero

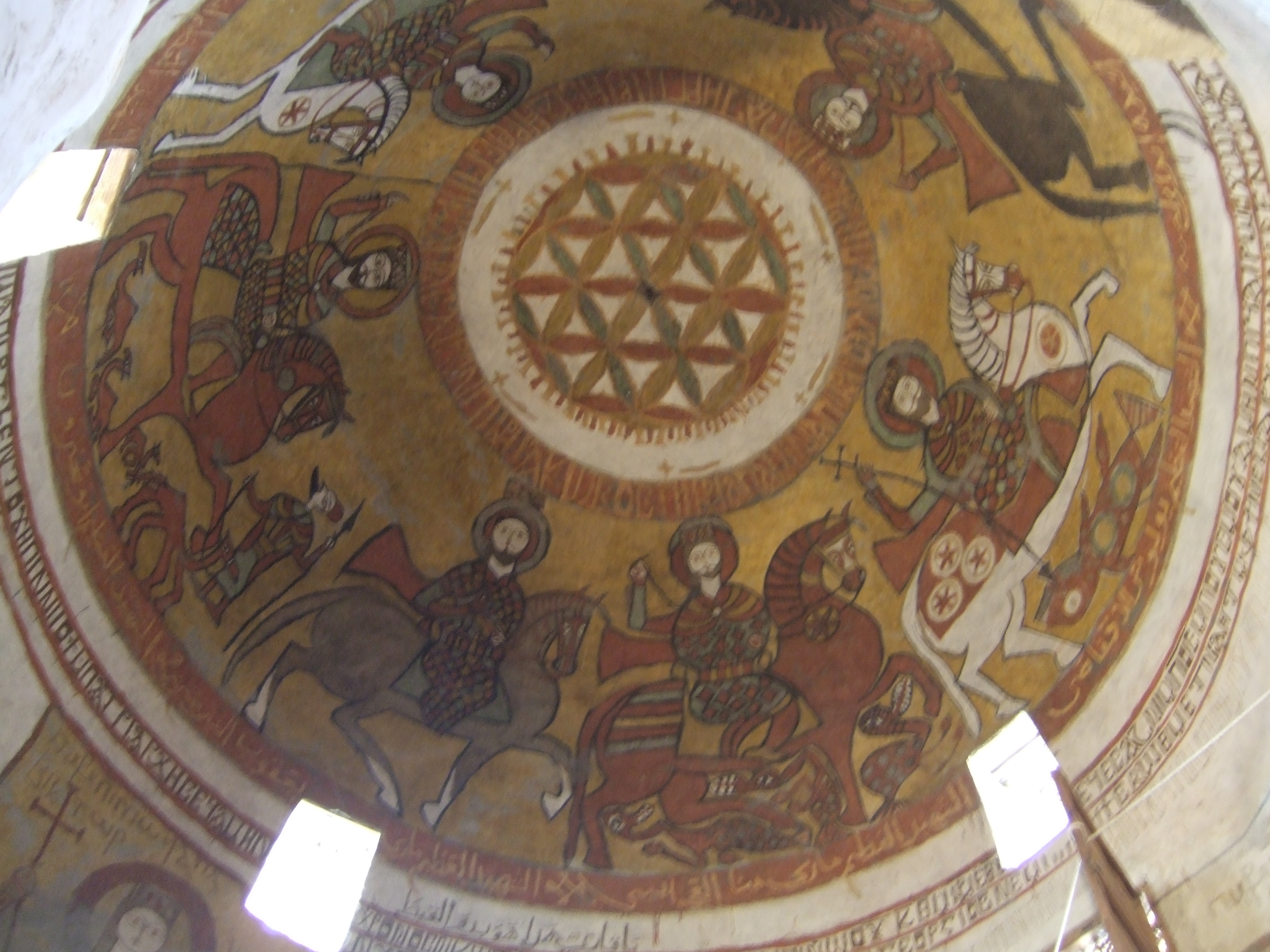
Affresco della chiesa

Il monastero di San Paolo eremita è uno dei principali monasteri copto ortodossi dell'Egitto; è localizzato nel deserto orientale, non distante dal Mar Rosso. Si trova a circa 36 km a sud-ovest di Zafarana e a circa 155 km a sud-est del Cairo. Il monastero è conosciuto anche con il nome di  monastero delle Tigri.

## Storia
Il monastero di San Paolo eremita risale al quinto secolo. Fu eretto sopra la grotta dove san Paolo eremita visse per ottanta anni. La prima narrazione di un viaggio al monastero fu trasmessa da Antonino martire, nativo di Placentia, che visitò la tomba di san Paolo eremita tra gli anni 560 e 570. I primi monaci ad occupare il monastero potrebbero essere i melchiti, ma furono seguiti da monaci egiziani e demotici di Siria, i quali è probabile abbiano vissuto a lungo nel monastero, perché pare che essi lo abbiano occupato durante la prima parte del quindicesimo secolo, per poi abbandonarlo. Secondo un singolo riferimento etiope il 70º patriarca della Chiesa ortodossa copta, patriarca Gabriele II di Alessandria (1131-1145), fu bandito dal monastero di San Paolo eremita per tre anni.
Come la maggior parte dei monasteri d'Egitto, anche questo soffrì ripetutamente a opera delle tribù dei beduini.
Una delle loro incursioni più distruttive avvenne nel 1484, quando molti monaci furono uccisi e la biblioteca fu data alle fiamme. Il monastero in seguito fu ricostruito sotto il patronato del patriarca Gabriele VII di Alessandria (1526 - 1569), che dal monastero siriano mandò dieci monaci a popolare quello di San Paolo eremita. Durante la seconda metà del sedicesimo secolo il monastero fu attaccato nuovamente e saccheggiato due volte dai beduini, costringendo infine i monaci ad andarsene. Il monastero rimase disabitato per i seguenti 119 anni, per poi essere ripopolato da un gruppo di monaci del monastero di Sant'Antonio sotto il patronato del Patriarca Giovanni XVI di Alessandria (1676 - 1718), che promosse una massiccia ricostruzione del monastero nel 1701.

## Descrizione
Il monastero nell'epoca moderna è costituito da tre diverse chiese. Quella di San Paolo eremita, costruita nel sottosuolo, in origine fu scavata nella grotta dove visse il santo e dove vengono conservati i suoi resti. Le altre due chiese sono dedicate a san Mercurio e all'arcangelo Michele. Il monastero è circondato da alte mura, costruite durante i secoli diciottesimo e diciannovesimo. Esso ha anche una torre, un vecchio refettorio, un mulino, e una sorgente che si pensa sia servita a san Paolo eremita durante gli ottanta anni di reclusione in questo luogo. Un'altra sorgente, nota come "Fonte di Maria", deve il suo nome a quello della sorella di Mosè, che si crede abbia immerso i piedi in questa sorgente durante l'esodo. Questo monastero ha molti manoscritti illustrati, inclusa la versione in coptico della liturgia divina e il commentario alla Lettera a Tito di san Giovanni Crisostomo..

## Attuale abate
La guida del cenobio attuale è il vescovo Daniele.